# Psychotria subobliqua
Psychotria subobliqua är en måreväxtart som beskrevs av William Philip Hiern. Psychotria subobliqua ingår i släktet Psychotria och familjen måreväxter. Inga underarter finns listade i Catalogue of Life.